# 第13回ダヴィッド・ディ・ドナテッロ賞
第13回ダヴィッド・ディ・ドナテッロ賞（だい13かいダヴィッド・ディ・ドナテッロしょう）の授賞式は、1968年8月3日にタオルミーナで行われた。

## 受賞者一覧

### 監督賞
- カルロ・リッツァーニ（『Banditi a Milano』）

### プロデューサー賞
- ディーノ・デ・ラウレンティス（『Banditi a Milano』）
- ルイジ・カルペンティエーリ、エルマンノ・ドナーティ（『マフィア』）

### 主演男優賞
- フランコ・ネロ（『マフィア』）

### 外国人監督賞
- リチャード・ブルックス（『冷血』）

### 外国人プロデューサー賞
- スタンリー・クレイマー（『招かれざる客』）

### 外国人女優賞
- フェイ・ダナウェイ（『俺たちに明日はない』）
- キャサリン・ヘプバーン（『招かれざる客』）

### 外国人男優賞
- ウォーレン・ベイティ（『俺たちに明日はない』）
- スペンサー・トレイシー（『招かれざる客』）

### ゴールデン・プレート
- ダミアーノ・ダミアーニ（監督、『マフィア』）
- ニーノ・マンフレディ（俳優、『Italian Secret Service』および『Il padre di famiglia』）
- リザ・ガストーニ（俳優、『Grazie zia』）